# Dialodia alyssae
Dialodia alyssae är en insektsart som beskrevs av Nielson 1996. Dialodia alyssae ingår i släktet Dialodia och familjen dvärgstritar. Inga underarter finns listade i Catalogue of Life.